# Рушницкий, Виталий Викторович
Виталий Викторович Рушницкий (бел. Віталь Віктаравіч Рушніцкі; род. 17 января 1990, Мосты, Гродненская область) — белорусский футболист, нападающий клуба «Стэнлес».

## Клубная карьера
В юности он попал в состав минского «Динамо» и уже в 15 лет начал играть за дубль. Позже он был включен в основной состав, но так и не дебютировал. В начале 2008 года перешёл в самарский клуб «Крылья Советов», где также выступал за молодёжную команду. Вторую половину 2009 года он провёл в аренде в бобруйской «Белшине», после возвращения в Самару перестал появляться на поле и покинул клуб.
В 2011 году присоединился к клубу «Ведрич-97» из Первой лиги, а во второй половине сезона выступал за «Сморгонь». В 2012 году стал игроком узбекского «Шуртана» под руководством белорусского тренера Игоря Криушенко, а позже вернулся в «Сморгонь». Сезон 2013 начал в «Полоцке», но вскоре в клубе начались финансовые проблемы, и Рушницкий вместе с большинством игроков клуба покинул команду.
В сезоне 2014 выступал за клуб «Колос-Дружба» из Второй лиги, став лучшим бомбардиром команды с 11 голами. В следующем году он перешел в пинскую «Волнe», за которую в сезоне 2015 забил 12 голов. Успешно начал сезон 2016, после первой половины чемпионата с 13 голами возглавил список бомбардиров Второй лиги.
В июле 2016 года перешёл в «Слуцк». 29 июля он дебютировал в Высшей лиге, выйдя в стартовом составе в матче против мозырьской «Славии» (1:0). Позже он потерял место в стартовом составе и стал чаще оставаться на скамейке запасных. В сезоне 2017 продолжил выходить на поле в качестве запасного. 3 июня 2017 года забил свой первый гол в Высшей лиге, через минуту после выхода на замену пробил по воротам «Ислочи», что принесло слуцкому клубу победу со счётом 2:1. В июле 2017 года по соглашению сторон покинул «Слуцк».
Вскоре после ухода из «Слуцка» он вернулся в пинскую «Волну», а в январе 2018 года присоединился к команде ЮАС. В июне 2018 года покинул клуб из Житковичей.
В августе 2018 года подписал контракт с «Лидой», после окончания сезона покинул лидский клуб. С 2019 по 2020 года выступал во Второй лиге в составе пинского «Стэнлеса» и был лучшим бомбардиром команды.
В январе 2021 года он начал тренировки с «Волной» и в феврале подписал с ней контракт. В сезоне 2021 попеременно выступал в основном составе и на замену. В феврале 2022 года по окончании контракта он покинул пинскую команду. В скором времени вернулся в «Стэнлес» и в марте был официально представлен в качестве игрока. В марте 2023 года было объявлено, что Рушницкий останется в составе «Стэнлес» на сезон 2023, но в апреле покинул клуб и перешёл в «Новую Припять». В августе 2023 года он вернулся в «Стэнлес». В апреле 2024 года стало известно, что нападающий останется в пинской команде на новый сезон.

## Карьера за сборную
Выступал за юношеские сборные Беларуси в отборочных турнирах чемпионата Европы.

## Достижения

### «Белшина»
- Чемпион Первой лиги Беларуси: 2009